# Pietro Lappi
Pietro Lappi (Firenze, 1575 circa – Brescia, 1630 circa) è stato un compositore italiano.

## Biografia
Pietro Lappi fu dal 1593 maestro di cappella in Santa Maria delle Grazie a Brescia. Compose soprattutto musica sacra. L'unica eccezione è l'op. 9, con 22 Canzoni da Suonare a 4-13 stromenti, libro 1, stampato a Venezia nel 1616, esempio di musica strumentale nello stile della Scuola di Brescia. Un altro suo libro stampato nel 1613 comprende sia opere nello stile del tardo Rinascimento sia nello stile del primo barocco (stile moderno).
Pietro Lappi dedicò nel 1621 all'arcivescovo di Salisburgo Paride Lodron il salmo 112, Laudate pueri - a 16 voci da "Salmi a tre e quattro chori concertati" per quattro cori e quattro voci soliste, cornetti, tromboni, violini, viole e basso continuo. Per questa composizione la Cattedrale di Salisburgo era l'ambientazione acustica ideale.